# 四川农业大学
四川农业大学（简称：川农大，英文缩写：SICAU），校区位于四川省成都市和雅安市两地，由中华人民共和国教育部与四川省人民政府共建，是一所以生物科技为特色，农业科技为优势，多学科协调发展的“211工程”大学和“双一流”世界一流学科建设高校。该校入选111计划、2011计划、卓越农林人才教育培养计划、援疆学科建设计划、国家建设高水平大学公派研究生项目、四川2011计划、四川省卓越工程师教育培养计划；为中国-中东欧国家高校联合会、“长江—伏尔加河”高校联盟、中美大学农业推广联盟、国家农业科技创新联盟、“双一流”农科联盟、成渝地区双城经济圈高校联盟、成都服务全川农业科技创新联盟成员单位，全国首批高等学校新农村发展研究院试点单位，也是教育部本科教学工作水平评估优秀高校。现任党委书记庄天慧教授、校长吴德教授。
该校办学历史悠久、资源丰富。前身是1906年创办的四川通省农业学堂，此后历经四川高等农业学校(1912年)、四川公立农业专门学校(1914年)、公立四川大学农科学院(1927年)、四川省立农学院(1932年)、国立四川大学农学院(1935年)、四川大学农学院(1950年)等多个历史发展阶段。1956年四川大学农学院整体迁至原西康省(1955年撤销)省会雅安市独立建校为四川农学院，1985年更名为四川农业大学，2001年四川省林业学校整体并入。
截至2023年2月，学校有成都、雅安和都江堰3个校区，占地总面积约4500亩，馆藏文献资源1579万册(件)；设有学院26个，研究所（中心）4个，国家重点实验室2个。开设本科招生专业76个；拥有博士后科研流动站8个，博士学位授权一级学科11个、博士学位授权二级学科49个，博士专业学位授予类别1个，硕士学位授权一级学科20个、硕士学位授权二级学科100个，硕士专业学位授予类别16个；有教职工近3600人，全日制在校生4.5万余人，其中：本科生3.7万余人，博士和硕士研究生8100余人；9个学科进入ESI国际学科排名前1%。

## 历史沿革

### 四川通省农业学堂时期（1906年－1912年）
清末年间，在全国兴学强国的潮流推动下，四川布政使许涵度上奏清廷，希望在四川设立中等农业学堂，1906年（清光绪三十二年）四川通省农业学堂在成都厚载门内宝川局右侧旧仓库内成立，这是四川成立的第一所农业学堂，也是四川农业大学的历史源头。
学堂于1906年6月1日先行开学，9月12日正式举行开学典礼，四川总督锡良在典礼上颁示训词：“蜀中沃野千里，古称陆海。夙以蚕丝之利与世相竞，徒以墨守故法，利寖外溢，故不能不提倡农学，以为振兴农业之预备”。四川通省农业学堂初设农业、蚕业、林业的预科和本科。
1910年4月，学堂迁往成都东门外望江楼附近的农业试验场修建新校舍。

### 四川高等农业学校、四川公立农业专门学校时期（1912年－1927年）
1912年辛亥革命后，经四川省军政府批准改名为四川高等农业学校，设大专部和中专部。
1914年，改名为四川公立农业专门学校，增设农本科、蚕本科。

### 公立四川大学、四川省立农学院时期（1927年－1935年）
1927年8月，四川公立农业专门学校与公立法政专门学校、公立工业专门学校、公立外国语专门学校、公立国学专门学校等五所专门学校合并组成公立四川大学，公立农专成为公立四川大学农科学院。
1931年，四川省政府决定，将原公立四川大学的工科、农科改办独立学院，农科学院定名为四川省立农学院。

### 四川大学农学院时期（1935年－1956年）
1935年7月，四川省立农学院和重庆大学农学院并入国立四川大学，组建农学院。此后学院有较大发展。
1952年，全国高等学校院系调整，在部分系调出的同时，先后将西南农学院、云南大学农学院、川北大学和西昌技艺专科学校的农艺、林业、畜牧、兽医专业调入四川大学农学院，为学院发展进一步奠定了基础。

### 四川农学院时期（1956年－1985年）
1956年，经国务院批准，四川大学农学院从成都迁往雅安独立建校，命名为四川农学院。1956年9月5日四川农学院在雅安举行成立大会，在校学生1134 人，教职工515人，其中专任教师205人。
1959年，开始招收水稻栽培、兽医产科、玉米育种、家畜饲养和家禽育种专业三年制硕士研究生。后因“文革”中断，至1978年恢复。

### 四川农业大学时期（1985年－）
1985年，经四川省人民政府批准，学校更名为四川农业大学:32。同年开始招收博士研究生。时任中共中央总书记的胡耀邦同志亲笔题写校名。
1991年，批准设立博士后科研流动站。
1996年和1998年四川农业大学先后通过国家“211工程”建设部门预审和立项审核，学校正式跨入国家重点建设的高校行列。
2001年，进入新世纪，在雅安扩建新校区。
2001年4月，原四川省林业学校整体并入四川农业大学，成为四川农业大学都江堰校区。
2005年，学校在成都温江区开始建设研究生院和科学研究院，学校已有雅安、都江堰和温江三个校区。
2010年10月8日，四川农业大学成都校区正式启用并举行了开学典礼。至此，四川农业大学“一校三区”办学格局形成。
2016年9月，成都市人民政府与四川农业大学签署《深入推进全面创新改革共建世界一流农业大学战略合作框架协议》。双方将共同把四川农业大学建设成为世界一流农业大学。
2017年9月，教育部、财政部、国家发展改革委印发《关于公布世界一流大学和一流学科建设高校及建设学科名单的通知》，公布世界一流大学和一流学科（简称“双一流”）建设高校及建设学科名单。四川农业大学入选世界一流学科建设高校。

## 基本概况

### 三大校区
四川农业大学拥有三个校区，分别是位于成都市温江区的成都校区、位于雅安市雨城区的雅安校区、和位于成都市都江堰市的都江堰校区，占地总面积约4500亩。

#### 成都校区
地址：成都市温江区惠民路211号
邮编：611130
概况：成都校区位于成都市温江区，占地约900亩，该校核心院系和科研机构均位于成都校区。目前设置有2个国家重点实验室、4个研究所和13个学院。
成都校区前身是1988年设立于雅安的水稻研究所。1990年12月，水稻研究所从雅安校区迁至成都。2005年，以水稻研究所为基础，又将都江堰校区的小麦研究所、雅安的校区的玉米研究所、动物营养研究所及园林研究所迁至成都。2008年“5.12”汶川大地震后都江堰校区受灾严重，学校根据中央部委批准的灾后重建规划，将都江堰校区重建项目纳入成都校区扩建工程实行异地重建。2010年7月，四川农业大学成都科学研究院撤销，改为四川农业大学成都校区。2010年10月，成都校区正式启用，随后陆续迁入大量核心院所，集中了学校最具优势的学科和研究力量。

#### 雅安校区
地址：雅安市雨城区新康路46号
邮编：625014
概况：四川农业大学雅安校区与雅安市区共生，占地面积3000余亩，几乎相当于三分之一个雅安市区。雅安校区由濆江分隔老校区和新校区。雅安校区设有11个二级学院。
雅安校区环境优美，老校区有上百棵历史悠久的法国梧桐树，号称“百万大道”，新校区有一里长的“桂花大道”以及安静优雅的“老板山读书公园”和富有特色的“农牧场”。雅安校区拥有四川乃至全国先进的动物疾病检测仪器、动物疾病研究控制室、动物医院。

#### 都江堰校区
地址：成都市都江堰市建设路288号
邮编：611830
四川农业大学都江堰校区位于世界旅游文化城市都江堰，占地面积1660余亩，校舍建筑面积12余万平方米。其前身是1953年成立的四川省林业学校， 2001年4月整体并入四川农业大学设立都江堰分校，2009年11月更名为四川农业大学都江堰校区（2012年2月原小麦研究所地块整体置入都江堰校区）。
校区现设有4个学院。

### 科研教学实力

#### 学科建设
设有学院26个，研究所(中心)4个，国家重点实验室2个，涵盖农学、理学、工学、经济学、管理学、医学、文学、教育学、法学、艺术学10大学科门类。有博士后科研流动站8个，博士学位授权一级学科11个、二级学科49个，硕士学位授权一级学科18个、二级学科88个，专业学位授予类别10个，本科专业91个；国家重点学科和重点培育学科4个，部省重点学科20个。2005年学校被确定为全国援疆学科建设计划40所重点高校之一。根据2017年全国第四轮学科评估结果综合计分，学校在全国农林高校、在川高校中分别位居第7、第4。农业科学、植物学与动物学、生物与生物化学、环境科学与生态学、化学、微生物学、工程学、分子生物学与遗传学、社会学9个学科ESI排名世界前1%，农学、兽医学2022年分别入围软科一流学科排名世界前40强和前51-75强。2017年动物营养与饲养科学、2018年作物学入选全国高等院校学科创新引智计划（111计划）。

#### 师资力量
现有教职工近3600人，其中：教授474人、副教授603人；博士生导师328人、硕士生导师836人；中国工程院院士1人，国家杰出高级专家1人，何梁何利基金获得者2人，长江学者特聘教授4人、特设岗位1人、青年学者4人，国家级教学名师1人，国家杰出青年科学基金获得者3人，国家优秀青年科学基金获得者4人，中国青年科技奖获得者3人，国家有突出贡献的中青年专家8人，国家百千万人才工程人选14人，国家高层次人才特殊支持计划领军人才5人、青年拔尖人才5人，国家973计划首席青年科学家1人，享受国务院政府特殊津贴专家95人，教育部新世纪优秀人才支持计划人选15人，霍英东教育基金获得者15人，四川省科技杰出贡献奖获得者3人，四川省杰出人才奖获得者2人，四川省学术和技术带头人128人，四川省有突出贡献的优秀专家54人，四川省天府青城计划杰出科学家5人、天府青城计划领军人才20人、天府青城计划青年拔尖人才19人，四川省天府峨眉计划人选41人，四川省教学名师13人，四川师德楷模2人，四川省教书育人名师辅导员7人。学校是2012年全省首批人才优先发展试验区2所试点高校之一。。

#### 科研成果
获部省级以上科技成果奖励700余项，其中：国家技术发明特等奖1项、一等奖2项、二等奖3项，国家自然科学二等奖1项，国家科技进步二等奖20项，四川省科学技术特等奖3项、一等奖73项。70%左右的获奖成果得到推广转化，累计创社会经济效益1000多亿元。先后在国际顶尖学术期刊《Cell》《Science》等发表高水平论文。拥有省部共建国家重点实验室1个，全国重点实验室1个（共建），教育部、农业农村部、自然资源部、国家林草局重点实验室和工程（技术）研究中心17个，教育部协同创新中心1个，科技部条件平台1个，农业农村部科学观测实验站等部省级科研站点5个，全国名特优新农产品全程质量控制技术中心1个，四川省重点实验室和工程（技术）研究中心14个，四川省哲学社会科学重点实验室1个，四川省社会科学重点研究基地2个，四川省国际科技合作基地4个，四川省科技资源共享服务平台3个。。
自1999年开展全国优秀博士学位论文评选以来，截至2013年该校共有5篇博士学位论文入选全国优秀博士学位论文，5篇获得提名。该校入选全国优秀博士学位论文的总数在全国农林类高校排位第5名，四川排名第三，仅次于四川大学、西南交通大学。

#### 教学建设
具备培养学士、硕士、博士的完整教育体系，是1976年以后全国首批恢复招收研究生的高校之一，现有全日制在校生4.5万余人，其中：本科生3.7万余人，博士和硕士研究生8100余人。获省级以上教学成果奖120项，其中：国家级一等奖3项、二等奖8项，省级一等奖33项。全国优秀博士学位论文5篇、提名6篇。有国家级和省级一流本科专业建设点48个，国家级特色专业10个，国家级精品课程5门，国家级和省级一流课程（含示范课程）123门，国家级教学团队4个，国家级人才培养模式创新实验区1个，国家级实验教学示范中心2个，国家级大学生校外实践教育基地1个，国家级大学生创新创业训练计划项目634项。学校是全国首批毕业生就业典型经验50所高校之一、全国创新创业典型经验50所高校之一、全省首批“大众创业、万众创新”示范基地5所高校之一、全省首批大学生创新创业示范俱乐部6所高校之一。。
国家级实验教学示范中心（2个）：动物类实验教学示范中心、作物科学实验教学中心
人才培养模式创新实验区（1个）：植物生产类人才培养模式创新实验区
国家级特色专业（10个）：茶学、草业科学、农林经济管理、农学、动物医学、动物科学、林学、农业资源与环境、园林、园艺学。

### 文化传统

#### 校训
追求真理、造福社会、自强不息

#### 川农大精神
爱国敬业、艰苦奋斗、团结拼搏、求实创新

#### 校徽
四川农业大学校徽由中英文校名、中心花状主体图案、1906、现第一行政楼及书本环绕的穗状图案构成。
四川农业大学校名由江泽民同志亲笔题写；中心花状主体图案由花蕊和叶片构成，花蕊由古象形字“羊”变形而成，表示动物；围绕花蕊的叶片表示植物。“1906”表明学校的前身是成立于1906年的四川通省农业学堂，中心下方的现第一行政楼为原西康省人民政府办公大楼、学校1956年迁雅安独立建校后的代表性建筑。整个校徽图案主题鲜明、内涵丰富、协调美观，体现了学校悠久的办学历史、鲜明的办学特色，象征学校和谐、进取与勃勃生机。

### 院所设置[8]

#### 成都校区院所设置
1. 农学院（生态农业研究所）
2. 动物科技学院（动物遗传育种研究所）
3. 动物医学院（预防兽医研究所）
4. 林学院（生态林业研究所）
5. 园艺学院（果蔬研究所）
6. 资源学院（资源与地理信息技术研究所）
7. 环境学院（生态环境研究所）
8. 经济学院（区域经济与金融研究所）
9. 管理学院（四川省农村发展研究中心）
10. 风景园林学院（园林研究所）
11. 草业科技学院
12. 国际学院
13. 马克思主义学院
14. 水稻研究所
15. 小麦研究所
16. 玉米研究所
17. 动物营养研究所
18. 国家重点实验室

#### 雅安校区院所设置
1. 理学院
2. 生命科学学院
3. 机电学院
4. 食品学院（食品加工与安全研究所）
5. 信息工程学院
6. 水利水电学院
7. 人文学院
8. 法学院
9. 艺术与传媒学院
10. 体育学院
11. 远程与继续教育学院
12. 公共管理学院

#### 都江堰校区院所设置
1. 商旅学院
2. 建筑与城乡规划学院
3. 土木工程学院

### 国际合作
与美国、英国、法国、德国、加拿大、俄罗斯、日本、韩国和香港、台湾等22个国家（地区）的90多所高校（科研机构）建立了交流与合作关系，共签署了110项交流合作协议。学校是全国首批有条件接受留学生的200所高校之一，还是国家建设高水平大学公派研究生项目签约高校。

## 知名校友
- 周开达：中国工程院院士，博士生导师，作物遗传育种专业教授。
- 荣廷昭：1957年毕业于四川农学院农学系。曾任四川农业大学农学院院长。现任四川农业大学玉米研究所所长、教授。2003年当选为中国工程院院士。
- 颜济：国家杰出高级专家，小麦遗传育种学家，国际小麦族协作组成员，川农首位作物遗传育种学科博导。
- 李登菊：中共四川省委常委。
- 于伟：成都市人大主任（副部级）。
- 刘十庆：眉山市人大常委会主任（正厅级）。
- 龙漫远：芝加哥大学，北京大学长江学者，遗传方面的世界领军人物。
- 田大成：南京大学，知名学者，生物领军人物。
- 夏玉先：重庆大学生物工程基因中心主任
- 刘永胜：四川大学。
- 雷新根：美国康奈尔大学。
- 杨明耀：剑桥大学。
- 杨洪全：上海交通大学上海生命科学院，长江学者，国家杰青。
- 凌宏清：中科院遗传发育所，国家杰青。
- 田士平：中科院植物所，国家杰青。
- 卢宝荣：复旦大学生化系主任，国家杰青。
- 李廷佑：浙江大学。
- 陈育新：华西新希望集团董事长。
- 周荣家：武汉大学。

## 外部連結
- 四川农业大学官方网站（页面存档备份，存于）
- 四川农业大学在线全景校园（页面存档备份，存于）